# Вухан
Вухан (кин: 武汉, Wǔhàn) је универзитетски град у централној Кини у покрајини Хубеи. Кроз град протичу реке Јангце и Хан. Према процени из 2009. у граду је живело 4.303.340 становника. Шире градско подручје има 8.792.367 становника (стање 2005).
Вухан се састоји из три дела: Вучанг, Ханкоу и Ханјанг, који су повезани мостовима. Вухан је добио име комбиновањем слогова из ова три имена („ву“ и „хан“). Ови градови су се ујединили 1927.

## Географија

### Клима
| Клима Вухана (1981–2010, екстреми 1951–садашњост) | Клима Вухана (1981–2010, екстреми 1951–садашњост) | Клима Вухана (1981–2010, екстреми 1951–садашњост) | Клима Вухана (1981–2010, екстреми 1951–садашњост) | Клима Вухана (1981–2010, екстреми 1951–садашњост) | Клима Вухана (1981–2010, екстреми 1951–садашњост) | Клима Вухана (1981–2010, екстреми 1951–садашњост) | Клима Вухана (1981–2010, екстреми 1951–садашњост) | Клима Вухана (1981–2010, екстреми 1951–садашњост) | Клима Вухана (1981–2010, екстреми 1951–садашњост) | Клима Вухана (1981–2010, екстреми 1951–садашњост) | Клима Вухана (1981–2010, екстреми 1951–садашњост) | Клима Вухана (1981–2010, екстреми 1951–садашњост) | Клима Вухана (1981–2010, екстреми 1951–садашњост) |
| Показатељ \ Месец                                 | .Јан.                                             | .Феб.                                             | .Мар.                                             | .Апр.                                             | .Мај.                                             | .Јун.                                             | .Јул.                                             | .Авг.                                             | .Сеп.                                             | .Окт.                                             | .Нов.                                             | .Дец.                                             | .Год.                                             |
| ------------------------------------------------- | ------------------------------------------------- | ------------------------------------------------- | ------------------------------------------------- | ------------------------------------------------- | ------------------------------------------------- | ------------------------------------------------- | ------------------------------------------------- | ------------------------------------------------- | ------------------------------------------------- | ------------------------------------------------- | ------------------------------------------------- | ------------------------------------------------- | ------------------------------------------------- |
| Апсолутни максимум, °C (°F)                       | 25,4 (77,7)                                       | 29,1 (84,4)                                       | 32,4 (90,3)                                       | 35,1 (95,2)                                       | 36,1 (97)                                         | 37,8 (100)                                        | 39,7 (103,5)                                      | 39,6 (103,3)                                      | 37,6 (99,7)                                       | 34,4 (93,9)                                       | 30,4 (86,7)                                       | 23,3 (73,9)                                       | 39,7 (103,5)                                      |
| Максимум, °C (°F)                                 | 8,1 (46,6)                                        | 10,7 (51,3)                                       | 15,2 (59,4)                                       | 22,1 (71,8)                                       | 27,1 (80,8)                                       | 30,2 (86,4)                                       | 32,9 (91,2)                                       | 32,5 (90,5)                                       | 28,5 (83,3)                                       | 23,0 (73,4)                                       | 16,8 (62,2)                                       | 10,8 (51,4)                                       | 21,49 (70,69)                                     |
| Просек, °C (°F)                                   | 4,0 (39,2)                                        | 6,6 (43,9)                                        | 10,9 (51,6)                                       | 17,4 (63,3)                                       | 22,6 (72,7)                                       | 26,2 (79,2)                                       | 29,1 (84,4)                                       | 28,4 (83,1)                                       | 24,1 (75,4)                                       | 18,2 (64,8)                                       | 11,9 (53,4)                                       | 6,2 (43,2)                                        | 17,13 (62,85)                                     |
| Минимум, °C (°F)                                  | 1,0 (33,8)                                        | 3,5 (38,3)                                        | 7,4 (45,3)                                        | 13,6 (56,5)                                       | 18,9 (66)                                         | 22,9 (73,2)                                       | 26,0 (78,8)                                       | 25,3 (77,5)                                       | 20,7 (69,3)                                       | 14,7 (58,5)                                       | 8,4 (47,1)                                        | 2,9 (37,2)                                        | 13,77 (56,79)                                     |
| Апсолутни минимум, °C (°F)                        | −18,1 (−0,6)                                      | −14,8 (5,4)                                       | −5,0 (23)                                         | −0,3 (31,5)                                       | 7,2 (45)                                          | 13,0 (55,4)                                       | 17,3 (63,1)                                       | 16,4 (61,5)                                       | 10,1 (50,2)                                       | 1,3 (34,3)                                        | −7,1 (19,2)                                       | −10,1 (13,8)                                      | −18,1 (−0,6)                                      |
| Количина падавина, mm (in)                        | 48,7 (1,917)                                      | 65,5 (2,579)                                      | 91,0 (3,583)                                      | 135,7 (5,343)                                     | 166,8 (6,567)                                     | 218,2 (8,591)                                     | 228,1 (8,98)                                      | 117,5 (4,626)                                     | 74,0 (2,913)                                      | 80,9 (3,185)                                      | 60,0 (2,362)                                      | 29,6 (1,165)                                      | 1,316 (51,811)                                    |
| Дани са падавинама (≥ 0.1 mm)                     | 9,5                                               | 9,8                                               | 13,1                                              | 12,5                                              | 12,2                                              | 11,8                                              | 11,6                                              | 9,6                                               | 7,5                                               | 9,0                                               | 8,0                                               | 6,9                                               | 121,5                                             |
| Релативна влажност, %                             | 76                                                | 75                                                | 76                                                | 75                                                | 74                                                | 77                                                | 77                                                | 77                                                | 75                                                | 76                                                | 75                                                | 73                                                | 75,5                                              |
| Сунчани сати — месечни просек                     | 101,9                                             | 97,0                                              | 121,8                                             | 152,8                                             | 181,0                                             | 170,9                                             | 220,2                                             | 226,4                                             | 175,8                                             | 151,9                                             | 139,3                                             | 126,5                                             | 1.865,5                                           |
| Сунчано време — месечни проценти                  | 33                                                | 33                                                | 31                                                | 39                                                | 43                                                | 43                                                | 54                                                | 59                                                | 48                                                | 46                                                | 45                                                | 43                                                | 43,1                                              |
| Извор: China Meteorological Administration        |                                                   |                                                   |                                                   |                                                   |                                                   |                                                   |                                                   |                                                   |                                                   |                                                   |                                                   |                                                   |                                                   |

## Историја
Подручје долине реке Јангце је насељено већ 3000 година. Током Династије Хан у области данашњег Вухана постојала је лука звана Ханјанг. Касније је основана лука Вучанг (оба града су део данашњег уједињеног Вухана). Кула жуте чапље (Хуангхелоу) изграђена је у Вучангу 223. године нове ере. Током монголске владавине (Династија Јуан, 1271 – 1368), Вучанг је постао главни град провинције. Средином 19. века развијен је трећи лучки град Ханкоу. Слично Шангају, европске трговачке базе (подручја концесија) постојале су у округу Ханкоуа до средине 1930-их, због чега је много колонијалне архитектуре опстало до данас, као што је царски немачки конзулат.
Крајем 19. века изграђена је железница и град је постао комуникациони центар речног и железничког саобраћаја и важан трговачки центар.
Године 1911, Сун Јат-сен је покренуо устанак у Вучангу који је довео до пада Династије Ћинг и проглашења Републике Кине. Од 1926. године, Вучанг је био седиште Куоминтангове владе коју је предводио Ванг Ђингвеј (опозиција влади Чанг Кај Шека) и званична престоница Кине. Године 1938, град се дуго одупирао јапанској инвазији (Битка за Вухан), али је ипак заробљен и постао главни логистички центар за јапанске операције у јужној Кини. Године 1944. град је уништен у америчком бомбардовању.
Након рата, град 1949. постаје делом Народне Републике Кине. Временом је назив Вухан почео да се користи за сва три града која су спојена због досељавања нових становника. године Године 1957. изграђен је први мост преко реке Јангце.

## Знаменитости
У граду се налазе бројни споменици традиционалне кинеске архитектуре. Најпознатија је "Кула жуте чапље" (Хуангхелоу) у облику пагоде, првобитно изграђена у 3. веку. Занимљива су концертна звона (Зенгхоуји) Бјанџонг маркиза Јија од Зенга из 433. године пре нове ере. (реконструкција) у Покрајинском музеју на Змијском брду изнад Источног језера (Донг Хуа). Храм Гуијан, парк Џонгшан и трг Хонгшан се такође налазе тамо.
У новије време створене су модерне грађевине, од којих су најзначајније Кула Миншенг банке (висока 331 м) и Светски трговински центар Вухан (273 м). У граду постоји много језера и паркова који су рекреативни центри.

## Становништво
Према процени, у граду је 2009. живело 4.303.340 становника.
| 1990.     | 2000.     | 2009.     |
| --------- | --------- | --------- |
| 3.375.039 | 3.923.321 | 4.303.340 |

## Партнерски градови
- Дуизбург
- Галаци
- Кијев
- Картум
- Оита
- Бордо
- Манчестер
- Крајстчерч
- Ашдод
- Арнем
- Санкт Пелтен
- Питсбург
- Бангкок
- Сент Луис
- Ђер
- Коупавогир

## Спорт
У граду се од 2014. године одржава тениски турнир за жене Вухан опен.